# Onésime, tu l'épouseras quand même
Pour plus de détails, voir Fiche technique et Distribution.
Onésime, tu l'épouseras quand même est un film muet français réalisé par Jean Durand et sorti en 1913.

## Synopsis
Onésime lit une annonce dans un journal qu'une tombola est organisée avec comme premier prix un mariage avec une femme superbe. Lors du tirage il est l'heureux gagnant mais il déchante très vite en voyant la femme qu'il doit épouser. Le jour de l'union, devant les invités, il dit "non" devant le maire et s'enfuit. 
Poursuivi par la noce il est rattrapé et l'organisateur lui annonce qu'il y avait erreur sur le numéro du tirage (le 6 ayant été confondu avec le 9). Heureusement pour lui, il gagnera au change.

## Fiche techniaque
- Titre : Onésime, tu l'épouseras quand même
- Réalisation : Jean Durand
- Scénario : Jean Durand
- Photographie : Castanet
- Société de production : Gaumont
- Format : muet - noir et blanc - 1,33:1 - 35 mm
- Genre : comédie
- Edition : CCL
- Durée : 173m, pour une version en DVD de 7 minutes 40
- Programme : 4289
- Dates de sortie : 
  -  France : 30 mai 1913

## Distribution
- Ernest Bourbon : Onésime
- Gaston Modot : M. Crèpe, l'agent matrimonial, organisateur de la tombola
- Édouard Grisolet : Un participant barbu à la tombola, et un invité à la cérémonie
- Marie Dorly: Une invitée à la cérémonie
- Jacques Beauvais : L'invité à la cérémonie qui poursuit Onésime à cheval
- Lonys
- (?) : Le concierge
- (?) : La concurrente 66
- (?) : La concurrente 7
- (?) : La première concurrente qui doit se marier avec Onésime
- (?) : L'homme qui prête le vélo